# Herba dels canonges
L'herba dels canonges, canonge, dolceta o margarideta (Valeriana locusta) és una espècie de planta amb flors del gènere Valeriana dins la família de les caprifoliàcies (Caprifoliaceae). És una planta nativa d'Europa fins al Caucas i el nord-oest d'Àfrica.
Addicionalment pot rebre els noms de canonges, dolcetes, enciam de la Mare de Déu, enciam salvatge, enciamets de la Mare de Déu, margaridetes, margaridoia i margaridoies. També s'han recollit les variants lingüístiques dulceta.
És una planta menuda de fulles oblongues i tendres i flors petites i blavenques. El seu nom fa referència al cultiu que antigament es feia als horts dels monestirs.

## Gastronomia

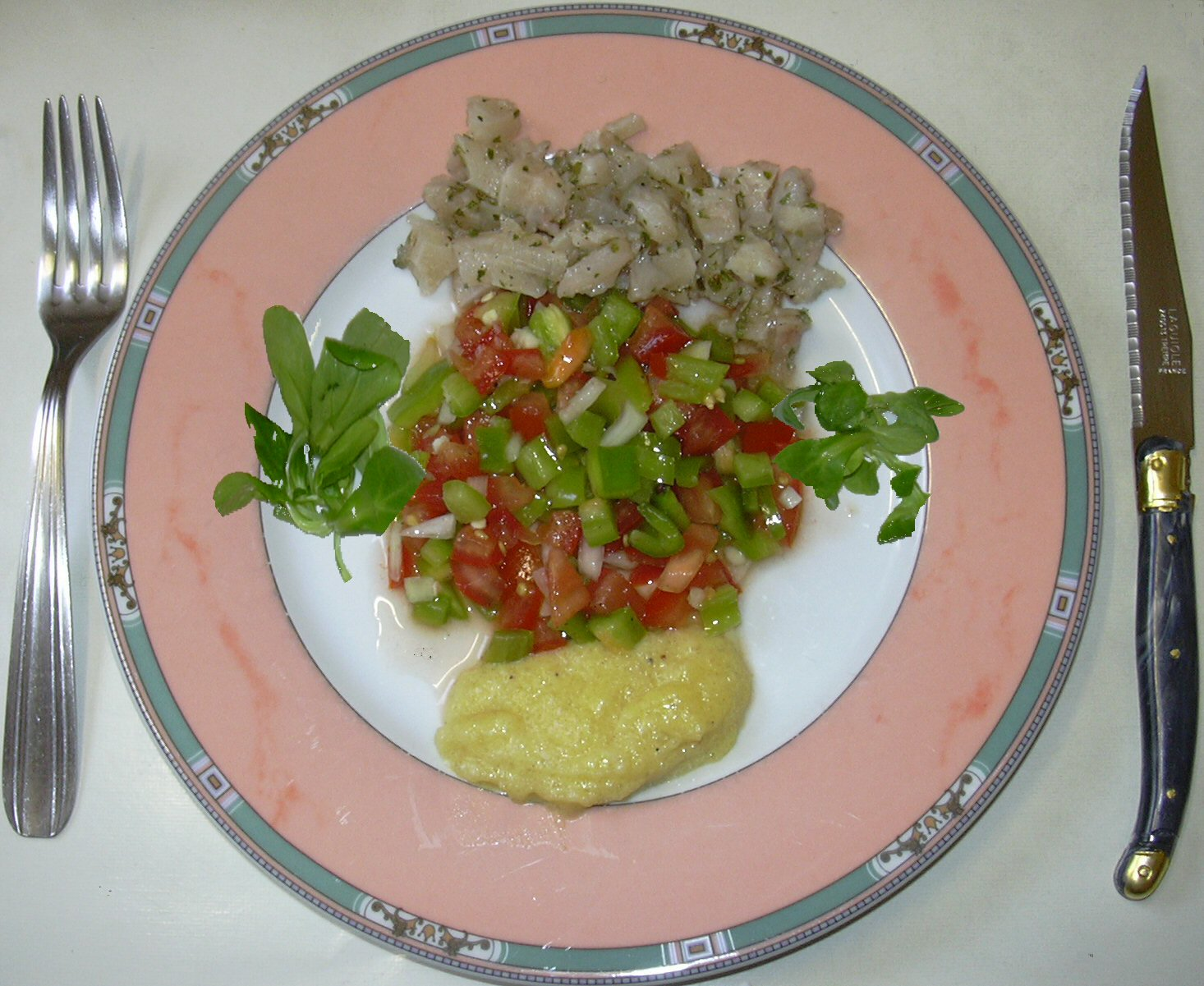
Molt tendres i delicades les fulles de canonge també es fan servir per decorar altres plats.

Les fulles són comestibles i molt tendres. Conté més vitamina A, B i C i és més nutritiva que l'enciam. Antigament el seu consum es limitava a les zones rurals i era usada com a substitut de l'enciam durant els mesos de l'hivern. L'herba dels canonges va caure en desús a causa de ser més difícil de conservar. Si el temps és càlid i sec té tendència a espigar-se i fer llavors, cosa que destrueix la tendresa de les fulles i la fa inútil per a la comercialització. Normalment al mercat l'herba dels canonges es troba en bosses de cel·lofana.
Actualment els canonges es tornen a utilitzar per a donar un toc diferent a les amanides. Collida silvestre, les fulles tenen un sabor més intens i afegir uns canonges silvestres a una amanida verda convencional va molt bé per contrarestar el gust una mica insípid de l'enciam comercial. Tot i així, per al conreu se seleccionen les varietats de sabor més suau que la planta silvestre.